# Lista över vinnare av Grand National
Den här artikeln listar vinnare av Grand National, ett brittiskt galopplöp som årligen rids på Aintree Racecourse nära Liverpool, England.
Det är ett steeplechaselöp med handicap över 30 hinder, och ett total distans på ca 4 miles och 3 ½ furlongs.

## Inofficiella vinnare

### Före 1839
Den första officiella körningen av "Grand National" anses nu vara 1839 års Grand Liverpool Steeplechase. Det hade funnits ett liknande löp i flera år innan detta, men dess status som officiell återkallades någon gång mellan 1862 och 1873.
| År   | Häst        | Ålder | Handicap (st-lb) | Jockey              | Tränare | Ägare         |
| ---- | ----------- | ----- | ---------------- | ------------------- | ------- | ------------- |
| 1836 | The Duke    | 7     |                  | Capt. Martin Becher |         | Mr Sirdefield |
| 1837 | The Duke    | 8     |                  | Henry Potts         |         | Mr Sirdefield |
| 1838 | Sir William | 7     | 12-07            | Alan McDonough      |         | Mr Thompson   |

### 1916–18
Under tre år under första världskriget kunde Grand National inte köras på Aintree, och därför hölls ett ersättningsevenemang på en annan kapplöpningsbana, Gatwick. Denna bana är nu nedlagd, och det är för närvarande platsen för London Gatwick Airport. Banan modifierades för att göra den lik Aintree, och löpen reds över samma sträcka, med ett hinder färre att hoppa. Löpningen 1916 fick titeln Racecourse Association Steeplechase och under de följande två åren var den känd som War National.
| År   | Häst       | Ålder | Handicap (st-lb) | Jockey          | Tränare         | Ägare               |
| ---- | ---------- | ----- | ---------------- | --------------- | --------------- | ------------------- |
| 1916 | Vermouth   | 6     | 11-10            | Jack Reardon    | J. Bell         | P. F. Heybourne     |
| 1917 | Ballymacad | 10    | 09-12            | Edmund Driscoll | Aubrey Hastings | Sir George Bullough |
| 1918 | Poethlyn   | 8     | 11-06            | Ernie Piggott   | Harry Escott    | Gwladys Peel        |

## Vinnare
| År        | Häst                                                  | Ålder                                                 | Handicap (st-lb)                                      | Jockey                                                | Tränare                                               | Ägare                                                  | Odds                                                  | Tid                                                   |
| --------- | ----------------------------------------------------- | ----------------------------------------------------- | ----------------------------------------------------- | ----------------------------------------------------- | ----------------------------------------------------- | ------------------------------------------------------ | ----------------------------------------------------- | ----------------------------------------------------- |
| 1839      | Lottery                                               | 9                                                     | 12-00                                                 | Jem Mason                                             | George Dockeray                                       | John Elmore                                            | 5/1 F                                                 | 14m 53.0s                                             |
| 1840      | Jerry                                                 | 10                                                    | 12-00                                                 | Mr Bartholomew Bretherton                             | George Dockeray                                       | Henry Villebois                                        | 12/1                                                  | 12m 30.0s                                             |
| 1841      | Charity                                               | 11                                                    | 12-00                                                 | Mr A. Powell                                          | William Vevers                                        | Lord Craven                                            | 14/1                                                  | 13m 25.0s                                             |
| 1842      | Gaylad                                                | 8                                                     | 12-00                                                 | Tom Olliver                                           | George Dockeray                                       | John Elmore                                            | 7/1                                                   | 13m 30.0s                                             |
| 1843      | Vanguard                                              | 8                                                     | 11-10                                                 | Tom Olliver                                           | see note below [a]                                    | Lord Chesterfield                                      | 12/1                                                  | -                                                     |
| 1844      | Discount                                              | 6                                                     | 10-12                                                 | Mr John Crickmere                                     | Not recorded                                          | Mr Quartermaine                                        | 5/1 JF                                                | 14m 0.0s                                              |
| 1845      | Cure-All                                              | 7                                                     | 11-05                                                 | Mr William Loft                                       | Kitty Crisp                                           | W. S. Crawford                                         |                                                       | 10m 47.0s                                             |
| 1846      | Pioneer                                               | 6                                                     | 11-12                                                 | William Taylor                                        | Not trained                                           | Mr Adams                                               |                                                       | 10m 46.0s                                             |
| 1847      | Mathew                                                | 9                                                     | 10-06                                                 | Denny Wynne                                           | John Murphy                                           | John Courtenay                                         | 10/1                                                  | 10m 39.0s                                             |
| 1848      | Chandler                                              | 12                                                    | 11-12                                                 | Capt. Josey Little                                    | Tom Eskrett                                           | Josey Little                                           | 12/1                                                  | 11m 21.0s                                             |
| 1849      | Peter Simple                                          | 11                                                    | 11-00                                                 | Tom Cunningham                                        | T. Cunningham                                         | Finch Mason, Jr.                                       | 20/1                                                  | 10m 56.0s                                             |
| 1850      | Abd-El-Kader                                          | 8                                                     | 09-12                                                 | Chris Green                                           | Joseph Osborne                                        | Joseph Osborne                                         |                                                       | 9m 57.5s                                              |
| 1851      | Abd-El-Kader                                          | 9                                                     | 10-04                                                 | Tom Abbott                                            | Joseph Osborne                                        | Joseph Osborne                                         | 7/1                                                   | 9m 59.0s                                              |
| 1852      | Miss Mowbray                                          | 7                                                     | 10-04                                                 | Mr Alec Goodman                                       | George Dockeray                                       | T. F. Mason                                            |                                                       | 9m 58.5s                                              |
| 1853      | Peter Simple                                          | 15                                                    | 10-10                                                 | Tom Olliver                                           | Tom Olliver                                           | Josey Little                                           | 9/1                                                   | 10m 37.5s                                             |
| 1854      | Bourton                                               | 11                                                    | 11-12                                                 | John Tasker                                           | Henry Wadlow                                          | William Moseley                                        | 4/1 F                                                 | 9m 59.0s                                              |
| 1855      | Wanderer                                              | 10                                                    | 09-08                                                 | John Hanlon                                           | Not known                                             | Mr Dunn                                                | 25/1                                                  | 10m 25.0s                                             |
| 1856      | Freetrader                                            | 7                                                     | 09-06                                                 | George Stevens                                        | William Holman                                        | W. Barnett                                             | 25/1                                                  | 10m 9.5s                                              |
| 1857      | Emigrant                                              | 11                                                    | 09-10                                                 | Charlie Boyce                                         | Charlie Boyce                                         | George Hodgman                                         | 10/1                                                  | 10m 6.0s                                              |
| 1858      | Little Charley                                        | 10                                                    | 10-07                                                 | William Archer                                        | William Holman                                        | Christopher Capel                                      | 100/6                                                 | 11m 5.0s                                              |
| 1859      | Half Caste                                            | 6                                                     | 09-07                                                 | Chris Green                                           | Chris Green                                           | Mr Willoughby                                          | 7/1                                                   | 10m 2.0s                                              |
| 1860      | Anatis                                                | 10                                                    | 09-10                                                 | Mr Tommy Pickernell                                   | H. E. May                                             | Christopher Capel                                      | 7/2 F                                                 | -                                                     |
| 1861      | Jealousy                                              | 7                                                     | 09-12                                                 | Joseph Kendall                                        | Charles Balchin                                       | J. Bennett                                             | 5/1                                                   | 10m 14.0s                                             |
| 1862      | The Huntsman                                          | 9                                                     | 11-00                                                 | Harry Lamplugh                                        | Harry Lamplugh                                        | Viscount de Namur                                      | 3/1 F                                                 | 9m 30.0s                                              |
| 1863      | Emblem                                                | 7                                                     | 10-10                                                 | George Stevens                                        | Edwin Weever                                          | Lord Coventry                                          | 4/1                                                   | 11m 20.0s                                             |
| 1864      | Emblematic                                            | 6                                                     | 10-06                                                 | George Stevens                                        | Edwin Weever                                          | Lord Coventry                                          | 10/1                                                  | 11m 50.0s                                             |
| 1865      | Alcibiade                                             | 5                                                     | 11-04                                                 | Capt. Henry Coventry                                  | Cornell                                               | Cherry Angell                                          | 100/7                                                 | 11m 16.0s                                             |
| 1866      | Salamander                                            | 7                                                     | 10-07                                                 | Mr Alec Goodman                                       | J. Walters                                            | Edward Studd                                           | 40/1                                                  | 11m 5.0s                                              |
| 1867      | Cortolvin                                             | 8                                                     | 11-13                                                 | John Page                                             | Harry Lamplugh                                        | Duke of Hamilton                                       | 16/1                                                  | 10m 42.0s                                             |
| 1868      | The Lamb                                              | 6                                                     | 10-07                                                 | Mr George Ede                                         | Ben Land                                              | Lord Poulett                                           | 9/1                                                   | -                                                     |
| 1869      | The Colonel                                           | 6                                                     | 10-07                                                 | George Stevens                                        | R. Roberts                                            | John Weyman                                            | 100/7                                                 | 11m 0.0s                                              |
| 1870      | The Colonel                                           | 7                                                     | 11-12                                                 | George Stevens                                        | R. Roberts                                            | Matthew Evans                                          | 7/2 F                                                 | 10m 10.0s                                             |
| 1871      | The Lamb                                              | 9                                                     | 11-05                                                 | Mr Tommy Pickernell                                   | Chris Green                                           | Lord Poulett                                           | 11/2                                                  | 9m 35.7s                                              |
| 1872      | Casse Tete                                            | 7                                                     | 10-00                                                 | John Page                                             | A. Cowley                                             | Teddy Brayley                                          | 20/1                                                  | 10m 14.5s                                             |
| 1873      | Disturbance                                           | 6                                                     | 11-11                                                 | Mr J. M. Richardson                                   | James Machell                                         | James Machell                                          | 20/1                                                  | Klockan stannade                                      |
| 1874      | Reugny                                                | 6                                                     | 10-12                                                 | Mr J. M. Richardson                                   | James Machell                                         | James Machell                                          | 5/1 F                                                 | 10m 4.0s                                              |
| 1875      | Pathfinder                                            | 8                                                     | 10-11                                                 | Mr Tommy Pickernell                                   | W. Reeves                                             | Hubert Bird                                            | 100/6                                                 | 10m 22.0s                                             |
| 1876      | Regal                                                 | 5                                                     | 11-03                                                 | Joe Cannon                                            | James Jewitt                                          | James Machell                                          | 25/1                                                  | 11m 14.0s                                             |
| 1877      | Austerlitz                                            | 5                                                     | 10-08                                                 | Mr Fred Hobson                                        | Robert I'Anson                                        | Fred Hobson                                            | 15/1                                                  | 10m 10.0s                                             |
| 1878      | Shifnal                                               | 9                                                     | 10-12                                                 | J. Jones                                              | John Nightingall                                      | John Nightingall                                       | 7/1                                                   | 10m 23.0s                                             |
| 1879      | The Liberator                                         | 10                                                    | 11-04                                                 | Mr Garrett Moore                                      | J. Moore                                              | Garrett Moore                                          | 5/1                                                   | 10m 12.0s                                             |
| 1880      | Empress                                               | 5                                                     | 10-07                                                 | Mr Tommy Beasley                                      | Henry Linde                                           | Pierre Ducrot                                          | 8/1                                                   | 10m 20.0s                                             |
| 1881      | Woodbrook                                             | 7                                                     | 11-03                                                 | Mr Tommy Beasley                                      | Henry Linde                                           | T. Kirkwood                                            | 11/2 JF                                               | 11m 50.0s                                             |
| 1882      | Seaman                                                | 6                                                     | 11-06                                                 | Lord Manners                                          | James Machell/James Jewitt                            | Lord Manners                                           | 10/1                                                  | 10m 42.4s                                             |
| 1883      | Zoedone                                               | 6                                                     | 11-00                                                 | Count Karel Kinsky (AUT)                              | W. Jenkins                                            | Count Karel Kinsky                                     | 100/7                                                 | 11m 39.0s                                             |
| 1884      | Voluptuary                                            | 6                                                     | 10-05                                                 | Mr Ted Wilson                                         | William Wilson                                        | H. F. Boyd                                             | 10/1                                                  | 10m 5.0s                                              |
| 1885      | Roquefort                                             | 6                                                     | 11-00                                                 | Mr Ted Wilson                                         | Arthur Yates                                          | Arthur Cooper                                          | 10/3 F                                                | 10m 10.0s                                             |
| 1886      | Old Joe                                               | 7                                                     | 10-09                                                 | Tommy Skelton                                         | George Mulcaster                                      | A. J. Douglas                                          | 25/1                                                  | 10m 14.6s                                             |
| 1887      | Gamecock                                              | 8                                                     | 11-00                                                 | Bill Daniels                                          | James Gordon                                          | E. Jay                                                 | 20/1                                                  | 10m 10.2s                                             |
| 1888      | Playfair                                              | 7                                                     | 10-07                                                 | George Mawson                                         | Tom Cannon, Sr.                                       | Ned Baird                                              | 40/1                                                  | 10m 12.0s                                             |
| 1889      | Frigate                                               | 11                                                    | 11-04                                                 | Mr Tommy Beasley                                      | M. A. Maher                                           | Mat Maher                                              | 8/1                                                   | 10m 1.2s                                              |
| 1890      | Ilex                                                  | 6                                                     | 10-05                                                 | Arthur Nightingall                                    | John Nightingall                                      | George Masterman                                       | 4/1 F                                                 | 10m 41.8s                                             |
| 1891      | Come Away                                             | 7                                                     | 11-12                                                 | Mr Harry Beasley                                      | Harry Beasley                                         | Willie Jameson                                         | 4/1 F                                                 | 9m 58.0s                                              |
| 1892      | Father O'Flynn                                        | 7                                                     | 10-05                                                 | Capt. Roddy Owen                                      | Gordon Wilson                                         | Gordon Wilson                                          | 20/1                                                  | 9m 48.2s                                              |
| 1893      | Cloister                                              | 9                                                     | 12-07                                                 | Bill Dollery                                          | Arthur Yates                                          | Charles Duff                                           | 9/2 F                                                 | 9m 32.4s                                              |
| 1894      | Why Not                                               | 13                                                    | 11-13                                                 | Arthur Nightingall                                    | Willie Moore                                          | C. H. Fenwick                                          | 5/1 JF                                                | 9m 45.4s                                              |
| 1895      | Wild Man From Borneo                                  | 7                                                     | 10-11                                                 | Mr Joe Widger                                         | James Gatland                                         | John Widger                                            | 10/1                                                  | 10m 32.0                                              |
| 1896      | The Soarer                                            | 7                                                     | 09-13                                                 | Lt. David Campbell                                    | Willie Moore                                          | William Hall Walker                                    | 40/1                                                  | 10m 11.2s                                             |
| 1897      | Manifesto                                             | 9                                                     | 11-03                                                 | Terry Kavanagh                                        | Willie McAuliffe                                      | Harry Dyas                                             | 6/1 F                                                 | 9m 49s                                                |
| 1898      | Drogheda                                              | 6                                                     | 10-12                                                 | John Gourley                                          | Dick Dawson                                           | C. G. M. Adams                                         | 25/1                                                  | 9m 43.6s                                              |
| 1899      | Manifesto                                             | 11                                                    | 12-07                                                 | George Williamson                                     | Willie Moore                                          | John Bulteel                                           | 5/1                                                   | 9m 49.8s                                              |
| 1900      | Ambush II                                             | 6                                                     | 11-03                                                 | Algy Anthony                                          | Algy Anthony                                          | Prince Edward VII                                      | 4/1                                                   | 10m 1.4s                                              |
| 1901      | Grudon                                                | 11                                                    | 10-00                                                 | Arthur Nightingall                                    | Bernard Bletsoe                                       | Bernard Bletsoe                                        | 9/1                                                   | 9m 47.8s                                              |
| 1902      | Shannon Lass                                          | 7                                                     | 10-01                                                 | David Read                                            | James Hackett                                         | Ambrose Gorham                                         | 20/1                                                  | 10m 3.6s                                              |
| 1903      | Drumcree                                              | 9                                                     | 11-03                                                 | Percy Woodland                                        | Sir Charles Nugent                                    | John Morrison                                          | 13/2 F                                                | 10m 9.4s                                              |
| 1904      | Moifaa                                                | 8                                                     | 10-07                                                 | Arthur Birch                                          | W. Hickey                                             | Spencer Gollan                                         | 25/1                                                  | 9m 58.6s                                              |
| 1905      | Kirkland                                              | 9                                                     | 11-05                                                 | Frank Mason                                           | E. Thomas                                             | Frank Bibby                                            | 6/1                                                   | 9m 48.8s                                              |
| 1906      | Ascetic's Silver                                      | 9                                                     | 10-09                                                 | Mr Aubrey Hastings                                    | Aubrey Hastings                                       | Prince F. Hatzfeldt                                    | 20/1                                                  | 9m 34.4s                                              |
| 1907      | Eremon                                                | 7                                                     | 10-01                                                 | Alf Newey                                             | Tom Coulthwaite                                       | Stanley Howard                                         | 8/1                                                   | 9m 47.5s                                              |
| 1908      | Rubio                                                 | 10                                                    | 10-05                                                 | Henry Bletsoe                                         | Fred Withington                                       | F. Douglas-Pennant                                     | 66/1                                                  | 10m 33.2s                                             |
| 1909      | Lutteur III                                           | 5                                                     | 10-11                                                 | Georges Parfrement                                    | Harry Escott                                          | James Hennessy                                         | 100/9                                                 | 9m 53.8s                                              |
| 1910      | Jenkinstown                                           | 9                                                     | 10-05                                                 | Robert Chadwick                                       | Tom Coulthwaite                                       | Stanley Howard                                         | 100/8                                                 | 10m 44.2s                                             |
| 1911      | Glenside                                              | 9                                                     | 10-03                                                 | Mr Jack Anthony                                       | R. H. Collis                                          | Frank Bibby                                            | 20/1                                                  | 10m 35.0s                                             |
| 1912      | Jerry M                                               | 9                                                     | 12-07                                                 | Ernie Piggott                                         | Robert Gore                                           | Sir C. Assheton-Smith                                  | 4/1 JF                                                | 10m 13.4s                                             |
| 1913      | Covertcoat                                            | 7                                                     | 11-06                                                 | Percy Woodland                                        | Robert Gore                                           | Sir C. Assheton-Smith                                  | 100/9                                                 | 10m 19.0s                                             |
| 1914      | Sunloch                                               | 8                                                     | 09-07                                                 | Bill Smith                                            | Tom Tyler                                             | Tom Tyler                                              | 100/6                                                 | 9m 58.8s                                              |
| 1915      | Ally Sloper                                           | 6                                                     | 10-06                                                 | Mr Jack Anthony                                       | Aubrey Hastings                                       | Lady Margaret Nelson                                   | 100/8                                                 | 9m 47.8s                                              |
| 1916–1918 | Inga löp reds på grund av Första världskriget         | Inga löp reds på grund av Första världskriget         | Inga löp reds på grund av Första världskriget         | Inga löp reds på grund av Första världskriget         | Inga löp reds på grund av Första världskriget         | Inga löp reds på grund av Första världskriget          | Inga löp reds på grund av Första världskriget         | Inga löp reds på grund av Första världskriget         |
| 1919      | Poethlyn                                              | 9                                                     | 12-07                                                 | Ernie Piggott                                         | Harry Escott                                          | Gwladys Peel                                           | 11/4 F                                                | 10m 8.4s                                              |
| 1920      | Troytown                                              | 7                                                     | 11-09                                                 | Mr Jack Anthony                                       | Algy Anthony                                          | T. Collins-Gerrard                                     | 6/1                                                   | 10m 20.4s                                             |
| 1921      | Shaun Spadah                                          | 10                                                    | 11-07                                                 | Fred Rees                                             | George Poole                                          | Malcolm McAlpine                                       | 100/9                                                 | 10m 26.0s                                             |
| 1922      | Music Hall                                            | 9                                                     | 11-08                                                 | Lewis Rees                                            | Owen Anthony                                          | Hugh Kershaw                                           | 100/9                                                 | 9m 55.8s                                              |
| 1923      | Sergeant Murphy                                       | 13                                                    | 11-03                                                 | Capt. Tuppy Bennett                                   | George Blackwell                                      | Stephen Sanford                                        | 100/6                                                 | 9m 36.0s                                              |
| 1924      | Master Robert                                         | 11                                                    | 10-05                                                 | Bob Trudgill                                          | Aubrey Hastings                                       | Lord Airlie                                            | 25/1                                                  | 9m 40.0s                                              |
| 1925      | Double Chance                                         | 9                                                     | 10-09                                                 | Maj. John Wilson                                      | Fred Archer, Jr.                                      | David Goold                                            | 100/9                                                 | 9m 42.6s                                              |
| 1926      | Jack Horner                                           | 9                                                     | 10-05                                                 | William Watkinson                                     | Harvey Leader                                         | Charles Schwartz                                       | 25/1                                                  | 9m 36.0s                                              |
| 1927      | Sprig                                                 | 10                                                    | 12-04                                                 | Ted Leader                                            | Tom Leader                                            | Mary Partridge                                         | 8/1 F                                                 | 10m 20.2s                                             |
| 1928      | Tipperary Tim                                         | 10                                                    | 10-00                                                 | Mr Bill Dutton                                        | Joseph Dodd                                           | Harold Kenyon                                          | 100/1                                                 | 10m 23.4s                                             |
| 1929      | Gregalach                                             | 7                                                     | 11-04                                                 | Robert W H Everett                                    | Tom Leader                                            | Margaret Gemmell                                       | 100/1                                                 | 9m 47.4s                                              |
| 1930      | Shaun Goilin                                          | 10                                                    | 11-07                                                 | Tommy Cullinan                                        | Frank Hartigan                                        | Walter Midwood                                         | 100/8                                                 | 9m 40.6s                                              |
| 1931      | Grakle                                                | 9                                                     | 11-07                                                 | Bob Lyall                                             | Tom Coulthwaite                                       | Cecil Taylor                                           | 100/6                                                 | 9m 32.8s                                              |
| 1932      | Forbra                                                | 7                                                     | 10-07                                                 | Tim Hamey                                             | Tom Rimell                                            | William Parsonage                                      | 50/1                                                  | 9m 44.6s                                              |
| 1933      | Kellsboro' Jack                                       | 7                                                     | 11-09                                                 | Dudley Williams                                       | Ivor Anthony                                          | Mrs F. Ambrose Clark                                   | 25/1                                                  | 9m 28.0s                                              |
| 1934      | Golden Miller                                         | 7                                                     | 12-02                                                 | Gerry Wilson                                          | Basil Briscoe                                         | Dorothy Paget                                          | 8/1                                                   | 9m 20.4s                                              |
| 1935      | Reynoldstown                                          | 8                                                     | 11-04                                                 | Mr Frank Furlong                                      | Noel Furlong                                          | Noel Furlong                                           | 22/1                                                  | 9m 20.2s                                              |
| 1936      | Reynoldstown                                          | 9                                                     | 12-02                                                 | Mr Fulke Walwyn                                       | Noel Furlong                                          | Noel Furlong                                           | 10/1                                                  | 9m 37.8s                                              |
| 1937      | Royal Mail                                            | 8                                                     | 11-13                                                 | Evan Williams                                         | Ivor Anthony                                          | Hugh Lloyd Thomas                                      | 100/6                                                 | 9m 59.8s                                              |
| 1938      | Battleship                                            | 11                                                    | 11-06                                                 | Bruce Hobbs                                           | Reg Hobbs                                             | Marion Scott                                           | 40/1                                                  | 9m 27.0s                                              |
| 1939      | Workman                                               | 9                                                     | 10-06                                                 | Tim Hyde                                              | Jack Ruttle                                           | Sir Alexander Maguire                                  | 100/8                                                 | 9m 42.2s                                              |
| 1940      | Bogskar                                               | 7                                                     | 10-04                                                 | Mervyn Jones                                          | Lord Stalbridge                                       | Lord Stalbridge                                        | 25/1                                                  | 9m 20.6s                                              |
| 1941–1945 | Inga löp reds på grund av Andra världskriget          | Inga löp reds på grund av Andra världskriget          | Inga löp reds på grund av Andra världskriget          | Inga löp reds på grund av Andra världskriget          | Inga löp reds på grund av Andra världskriget          | Inga löp reds på grund av Andra världskriget           | Inga löp reds på grund av Andra världskriget          | Inga löp reds på grund av Andra världskriget          |
| 1946      | Lovely Cottage                                        | 9                                                     | 10-08                                                 | Capt. Bobby Petre                                     | Tommy Rayson                                          | John Morant                                            | 25/1                                                  | 9m 38.2s                                              |
| 1947      | Caughoo                                               | 8                                                     | 10-00                                                 | Eddie Dempsey                                         | Herbert McDowell                                      | John McDowell                                          | 100/1                                                 | 10m 3.8s                                              |
| 1948      | Sheila's Cottage                                      | 9                                                     | 10-07                                                 | Arthur Thompson                                       | Neville Crump                                         | John Procter                                           | 50/1                                                  | 9m 25.4s                                              |
| 1949      | Russian Hero                                          | 9                                                     | 10-08                                                 | Leo McMorrow                                          | George Owen                                           | Fearnie Williamson                                     | 66/1                                                  | 9m 24.2s                                              |
| 1950      | Freebooter                                            | 9                                                     | 11-11                                                 | Jimmy Power                                           | Bobby Renton                                          | Lurline Brotherton                                     | 10/1 F                                                | 9m 24.2s                                              |
| 1951      | Nickel Coin                                           | 9                                                     | 10-01                                                 | John Bullock                                          | Jack O'Donoghue                                       | Jeffrey Royle                                          | 40/1                                                  | 9m 48.8s                                              |
| 1952      | Teal                                                  | 10                                                    | 10-12                                                 | Arthur Thompson                                       | Neville Crump                                         | Harry Lane                                             | 100/7                                                 | 9m 21.5s                                              |
| 1953      | Early Mist                                            | 8                                                     | 11-02                                                 | Bryan Marshall                                        | Vincent O'Brien                                       | Joe Griffin                                            | 20/1                                                  | 9m 22.8s                                              |
| 1954      | Royal Tan                                             | 10                                                    | 11-07                                                 | Bryan Marshall                                        | Vincent O'Brien                                       | Joe Griffin                                            | 8/1                                                   | 9m 32.8s                                              |
| 1955      | Quare Times                                           | 9                                                     | 11-00                                                 | Pat Taaffe                                            | Vincent O'Brien                                       | Cecily Welman                                          | 100/9                                                 | 10m 19.2s                                             |
| 1956      | E.S.B.                                                | 10                                                    | 11-03                                                 | David Dick                                            | Fred Rimell                                           | Mrs Leonard Carver                                     | 100/7                                                 | 9m 21.4s                                              |
| 1957      | Sundew                                                | 11                                                    | 11-07                                                 | Fred Winter                                           | Frank Hudson                                          | Mrs Geoffrey Kohn                                      | 20/1                                                  | 9m 42.4s                                              |
| 1958      | Mr. What                                              | 8                                                     | 10-06                                                 | Arthur Freeman                                        | Tom Taaffe, Sr.                                       | David J. Coughlan                                      | 18/1                                                  | 9m 59.8s                                              |
| 1959      | Oxo                                                   | 8                                                     | 10-13                                                 | Michael Scudamore                                     | Willie Stephenson                                     | John Bigg                                              | 8/1                                                   | 9m 37.8s                                              |
| 1960      | Merryman II                                           | 9                                                     | 10-12                                                 | Gerry Scott                                           | Neville Crump                                         | Winifred Wallace                                       | 13/2 F                                                | 9m 26.2s                                              |
| 1961      | Nicolaus Silver                                       | 9                                                     | 10-01                                                 | Bobby Beasley                                         | Fred Rimell                                           | Charles Vaughan                                        | 28/1                                                  | 9m 22.6s                                              |
| 1962      | Kilmore                                               | 12                                                    | 10-04                                                 | Fred Winter                                           | Ryan Price                                            | Nat Cohen                                              | 28/1                                                  | 9m 50s                                                |
| 1963      | Ayala                                                 | 9                                                     | 10-00                                                 | Pat Buckley                                           | Keith Piggott                                         | Pierre Raymond                                         | 66/1                                                  | 9m 35.8s                                              |
| 1964      | Team Spirit                                           | 12                                                    | 10-03                                                 | Willie Robinson                                       | Fulke Walwyn                                          | John Goodman                                           | 18/1                                                  | 9m 46.8s                                              |
| 1965      | Jay Trump                                             | 8                                                     | 11-05                                                 | Tommy Smith                                           | Fred Winter                                           | Mary Stephenson                                        | 100/6                                                 | 9m 30.6s                                              |
| 1966      | Anglo                                                 | 8                                                     | 10-00                                                 | Tim Norman                                            | Fred Winter                                           | Stuart Levy                                            | 50/1                                                  | 9m 52.8s                                              |
| 1967      | Foinavon                                              | 9                                                     | 10-00                                                 | John Buckingham                                       | John Kempton                                          | Cyril Watkins                                          | 100/1                                                 | 9m 49.6s                                              |
| 1968      | Red Alligator                                         | 9                                                     | 10-00                                                 | Brian Fletcher                                        | Denys Smith                                           | John Manners                                           | 100/7                                                 | 9m 28.8s                                              |
| 1969      | Highland Wedding                                      | 12                                                    | 10-04                                                 | Eddie Harty, Sr.                                      | Toby Balding                                          | Thomas McCoy, Jr. (USA) & Charles Burns (CAN)          | 100/9                                                 | 9m 30.8s                                              |
| 1970      | Gay Trip                                              | 8                                                     | 11-05                                                 | Pat Taaffe                                            | Fred Rimell                                           | Tony Chambers                                          | 15/1                                                  | 9m 38s                                                |
| 1971      | Specify                                               | 9                                                     | 10-13                                                 | John Cook                                             | John Sutcliffe                                        | Fred Pontin                                            | 28/1                                                  | 9m 34.2s                                              |
| 1972      | Well To Do                                            | 9                                                     | 10-01                                                 | Graham Thorner                                        | Tim Forster                                           | Tim Forster                                            | 14/1                                                  | 10m 8.4s                                              |
| 1973      | Red Rum                                               | 8                                                     | 10-05                                                 | Brian Fletcher                                        | Ginger McCain                                         | Noel Le Mare                                           | 9/1 JF                                                | 9m 1.9s                                               |
| 1974      | Red Rum                                               | 9                                                     | 12-00                                                 | Brian Fletcher                                        | Ginger McCain                                         | Noel Le Mare                                           | 11/1                                                  | 9m 20.3s                                              |
| 1975      | L'Escargot                                            | 12                                                    | 11-03                                                 | Tommy Carberry                                        | Dan Moore                                             | Raymond R. Guest (USA)                                 | 13/2                                                  | 9m 31.1s                                              |
| 1976      | Rag Trade                                             | 10                                                    | 10-12                                                 | John Burke                                            | Fred Rimell                                           | Pierre Raymond                                         | 14/1                                                  | 9m 20.9s                                              |
| 1977      | Red Rum                                               | 12                                                    | 11-08                                                 | Tommy Stack                                           | Ginger McCain                                         | Noel Le Mare                                           | 9/1                                                   | 9m 30.3s                                              |
| 1978      | Lucius                                                | 9                                                     | 10-09                                                 | Bob Davies                                            | Gordon W. Richards                                    | Fiona Whitaker                                         | 14/1                                                  | 9m 33.9s                                              |
| 1979      | Rubstic                                               | 10                                                    | 10-00                                                 | Maurice Barnes                                        | John Leadbetter                                       | John Douglas                                           | 25/1                                                  | 9m 52.9s                                              |
| 1980      | Ben Nevis                                             | 12                                                    | 10-12                                                 | Mr Charlie Fenwick (USA)                              | Tim Forster                                           | R. C. Stewart, Jr. (USA)                               | 40/1                                                  | 10m 17.4s                                             |
| 1981      | Aldaniti                                              | 11                                                    | 10-13                                                 | Bob Champion                                          | Josh Gifford                                          | Nick Embiricos                                         | 10/1                                                  | 9m 47.2s                                              |
| 1982      | Grittar                                               | 9                                                     | 11-05                                                 | Mr Dick Saunders                                      | Frank Gilman                                          | Frank Gilman                                           | 7/1 F                                                 | 9m 12.6s                                              |
| 1983      | Corbiere                                              | 8                                                     | 11-04                                                 | Ben de Haan                                           | Jenny Pitman                                          | Bryan Burrough                                         | 13/1                                                  | 9m 47.4s                                              |
| 1984      | Hallo Dandy                                           | 10                                                    | 10-02                                                 | Neale Doughty                                         | Gordon W. Richards                                    | Richard Shaw                                           | 13/1                                                  | 9m 21.4s                                              |
| 1985      | Last Suspect                                          | 11                                                    | 10-05                                                 | Hywel Davies                                          | Tim Forster                                           | Anne, Duchess of Westminster                           | 50/1                                                  | 9m 42.7s                                              |
| 1986      | West Tip                                              | 9                                                     | 10-11                                                 | Richard Dunwoody                                      | Michael Oliver                                        | Peter Luff                                             | 15/2                                                  | 9m 33.0s                                              |
| 1987      | Maori Venture                                         | 11                                                    | 10-13                                                 | Steve Knight                                          | Andrew Turnell                                        | Jim Joel                                               | 28/1                                                  | 9m 19.3s                                              |
| 1988      | Rhyme 'n' Reason                                      | 9                                                     | 11-00                                                 | Brendan Powell                                        | David Elsworth                                        | Juliet Reed                                            | 10/1                                                  | 9m 53.5s                                              |
| 1989      | Little Polveir                                        | 12                                                    | 10-03                                                 | Jimmy Frost                                           | Toby Balding                                          | Edward Harvey                                          | 28/1                                                  | 10m 6.9s                                              |
| 1990      | Mr Frisk                                              | 11                                                    | 10-06                                                 | Mr Marcus Armytage                                    | Kim Bailey                                            | Lois Duffey (USA)                                      | 16/1                                                  | 8m 47.8s (record)                                     |
| 1991      | Seagram                                               | 11                                                    | 10-06                                                 | Nigel Hawke                                           | David Barons                                          | Sir Eric Parker                                        | 12/1                                                  | 9m 29.9s                                              |
| 1992      | Party Politics                                        | 8                                                     | 10-07                                                 | Carl Llewellyn                                        | Nick Gaselee                                          | Patricia Thompson                                      | 14/1                                                  | 9m 6.4s                                               |
| 1993      | Löpet ogiltigförklarades                              | Löpet ogiltigförklarades                              | Löpet ogiltigförklarades                              | Löpet ogiltigförklarades                              | Löpet ogiltigförklarades                              | Löpet ogiltigförklarades                               | Löpet ogiltigförklarades                              | Löpet ogiltigförklarades                              |
| 1994      | Miinnehoma                                            | 11                                                    | 10-08                                                 | Richard Dunwoody                                      | Martin Pipe                                           | Freddie Starr                                          | 16/1                                                  | 10m 18.8s                                             |
| 1995      | Royal Athlete                                         | 12                                                    | 10-06                                                 | Jason Titley                                          | Jenny Pitman                                          | G. & L. Johnson                                        | 40/1                                                  | 9m 4.1s                                               |
| 1996      | Rough Quest                                           | 10                                                    | 10-07                                                 | Mick Fitzgerald                                       | Terry Casey                                           | Andrew Wates                                           | 7/1 F                                                 | 9m 0.8s                                               |
| 1997      | Lord Gyllene                                          | 9                                                     | 10-00                                                 | Tony Dobbin                                           | Steve Brookshaw                                       | Stan Clarke                                            | 14/1                                                  | 9m 5.9s                                               |
| 1998      | Earth Summit                                          | 10                                                    | 10-05                                                 | Carl Llewellyn                                        | Nigel Twiston-Davies                                  | Summit Partnership                                     | 7/1 F                                                 | 10m 51.5s                                             |
| 1999      | Bobbyjo                                               | 9                                                     | 10-00                                                 | Paul Carberry                                         | Tommy Carberry                                        | Bobby Burke                                            | 10/1                                                  | 9m 14.1s                                              |
| 2000      | Papillon                                              | 9                                                     | 10-12                                                 | Ruby Walsh                                            | Ted Walsh                                             | Mrs J. Maxwell Moran (USA)                             | 10/1                                                  | 9m 9.7s                                               |
| 2001      | Red Marauder                                          | 11                                                    | 10-11                                                 | Richard Guest                                         | Norman Mason                                          | Norman Mason                                           | 33/1                                                  | 11m 0.1s                                              |
| 2001      | Bindaree                                              | 8                                                     | 10-04                                                 | Jim Culloty                                           | Nigel Twiston-Davies                                  | Raymond Mould                                          | 20/1                                                  | 9m 8.6s                                               |
| 2003      | Monty's Pass                                          | 10                                                    | 10-07                                                 | Barry Geraghty                                        | Jimmy Mangan                                          | Dee Racing Syndicate                                   | 16/1                                                  | 9m 21.7s                                              |
| 2004      | Amberleigh House                                      | 12                                                    | 10-10                                                 | Graham Lee                                            | Ginger McCain                                         | Halewood Int. Ltd                                      | 16/1                                                  | 9m 20.3s                                              |
| 2005      | Hedgehunter                                           | 9                                                     | 11-01                                                 | Ruby Walsh                                            | Willie Mullins                                        | Trevor Hemmings                                        | 7/1 F                                                 | 9m 20.8s                                              |
| 2006      | Numbersixvalverde                                     | 10                                                    | 10-08                                                 | Niall Madden                                          | Martin Brassil                                        | Bernard Carroll                                        | 11/1                                                  | 9m 41.0s                                              |
| 2007      | Silver Birch                                          | 10                                                    | 10-06                                                 | Robbie Power                                          | Gordon Elliott                                        | Brian Walsh                                            | 33/1                                                  | 9m 13.6s                                              |
| 2008      | Comply or Die                                         | 9                                                     | 10-09                                                 | Timmy Murphy                                          | David Pipe                                            | David Johnson                                          | 7/1 JF                                                | 9m 16.6s                                              |
| 2009      | Mon Mome                                              | 9                                                     | 11-00                                                 | Liam Treadwell                                        | Venetia Williams                                      | Vida Bingham                                           | 100/1                                                 | 9m 32.9s                                              |
| 2010      | Don't Push It                                         | 10                                                    | 11-05                                                 | Tony McCoy                                            | Jonjo O'Neill                                         | J. P. McManus                                          | 10/1 JF                                               | 9m 4.6s                                               |
| 2011      | Ballabriggs                                           | 10                                                    | 11-00                                                 | Jason Maguire                                         | Donald McCain, Jr.                                    | Trevor Hemmings                                        | 14/1                                                  | 9m 1.2s                                               |
| 2012      | Neptune Collonges                                     | 11                                                    | 11-06                                                 | Daryl Jacob                                           | Paul Nicholls                                         | John Hales                                             | 33/1                                                  | 9m 5.1s                                               |
| 2013      | Auroras Encore                                        | 11                                                    | 10-03                                                 | Ryan Mania                                            | Sue Smith                                             | Douglas Pryde, Jim Beaumont and David P van der Hoeven | 66/1                                                  | 9m 12.0s                                              |
| 2014      | Pineau De Re                                          | 11                                                    | 10-06                                                 | Leighton Aspell                                       | Richard Newland                                       | John Provan                                            | 25/1                                                  | 9m 9.9s                                               |
| 2015      | Many Clouds                                           | 8                                                     | 11-09                                                 | Leighton Aspell                                       | Oliver Sherwood                                       | Trevor Hemmings                                        | 25/1                                                  | 8m 56.8s                                              |
| 2016      | Rule The World                                        | 9                                                     | 10-07                                                 | David Mullins                                         | Mouse Morris                                          | Gigginstown House Stud                                 | 33/1                                                  | 9m 29.0s                                              |
| 2017      | One For Arthur                                        | 8                                                     | 10-11                                                 | Derek Fox                                             | Lucinda Russell                                       | Deborah Thomson & Belinda McClung                      | 14/1                                                  | 9m 3.5s                                               |
| 2018      | Tiger Roll                                            | 8                                                     | 10-13                                                 | Davy Russell                                          | Gordon Elliott                                        | Gigginstown House Stud                                 | 10/1                                                  | 9m 40.1s                                              |
| 2019      | Tiger Roll                                            | 9                                                     | 11-05                                                 | Davy Russell                                          | Gordon Elliott                                        | Gigginstown House Stud                                 | 4/1 F                                                 | 9m 1.0s                                               |
| 2020      | Inställt på grund av den rådande Coronaviruspandemin. | Inställt på grund av den rådande Coronaviruspandemin. | Inställt på grund av den rådande Coronaviruspandemin. | Inställt på grund av den rådande Coronaviruspandemin. | Inställt på grund av den rådande Coronaviruspandemin. | Inställt på grund av den rådande Coronaviruspandemin.  | Inställt på grund av den rådande Coronaviruspandemin. | Inställt på grund av den rådande Coronaviruspandemin. |
| 2021      | Minella Times                                         | 8                                                     | 10-03                                                 | Rachael Blackmore                                     | Henry de Bromhead                                     | J. P. McManus                                          | 11/1                                                  | 9m 16.42s                                             |
| 2022      | Noble Yeats                                           | 7                                                     | 10-10                                                 | Sam Waley-Cohen                                       | Emmet Mullins                                         | Robert Waley-Cohen                                     | 50/1                                                  |                                                       |
| 2023      | Corach Rambler                                        | 9                                                     | 10-05                                                 | Derek Fox                                             | Lucinda Russell                                       | The Ramblers                                           | 8/1 F                                                 | 9m 12.06s                                             |
| 2024      | I Am Maximus                                          | 8                                                     | 11-06                                                 | Paul Townend                                          | Willie Mullins                                        | J.P. McManus                                           | 7/1 JF                                                | 9m 24s                                                |

a  1843 års vinnare Vanguard tränades vid Lord Chesterfields privatstall vid Bretby Hall.